# Simbolon Tengkoh
Simbolon Tengkoh is een bestuurslaag in het regentschap Simalungun van de provincie Noord-Sumatra, Indonesië. Simbolon Tengkoh telt 1918 inwoners (volkstelling 2010).